# Latchford (Ontario)
Latchford to miejscowość w Kanadzie, w prowincji Ontario, w dystrykcie Timiskaming.
Powierzchnia Latchford to 5,46 km².
Według danych spisu powszechnego z roku 2001 Latchford liczy 363 mieszkańców (66,48 os./km²).